# Isla Cabruna
Isla Cabruna es el nombre de una isla del mar Caribe que pertenece al país sudamericano de Colombia, localizada en el Archipiélago de San Bernardo. Administrativamente está bajo jurisdicción del distrito de Cartagena de Indias, cercana a Rincón del Mar .
A raíz de operaciones UNITAS llevadas a cabo por Colombia y Estados Unidos en el golfo de Morrosquillo en 1963, la isla de Cabruna llevó la peor parte. Cabruna fue partida en dos al ser sometida a las pruebas de artillería objeto de la práctica conjunta entre la armada de Colombia y la de Estados Unidos. La parte occidental de la isla es hoy un bajo de 5 dm de profundidad y lo que queda de la isla amenaza a desparecer igualmente si no se actúa. Hay un fenómeno de erosión en el sector noroccidental de la isla que requiere protección inmediata para que la isla no desaparezca.  
La isla es refugio de todo tipo de especies de aves marinas, las cuales arriban diariamente a las 18.00 a pernoctar y ofrecen un espectáculo maravilloso batiéndose para posarse en el ramaje. 
Otro problema es que a causa de la erosión (provocada en parte por aquellas operaciones) , la isla se está quedando sin mangles ni árboles donde puedan posar las aves, afectando el frágil ecosistema, ya que las aves pasan el día pescando en los manglares de la península de San Bernardo a 1 km de distancia.  Si la isla desaparece, esas aves perderán su santuario nocturno, ubicación que conocen desde hace siglos y está sembrado en su ADN en las coordenadas geográficas 09°44′31″N 75°41′05″O / 9.74194, -75.68472 cerca de la costa al sur de la Punta Rincón, al norte de la Punta de Piedra y de la isla San Bernardo, y al oeste del Canal de Salamanquilla y la isla homónima.